# Neven Subotić
Neven Subotić (srbskou cyrilicí Невен Суботић; * 10. prosince 1988, Banja Luka, SFR Jugoslávie) je srbský fotbalový obránce a bývalý reprezentant, od ledna 2021 je bez angažmá. Naposledy působil v tureckém týmu Denizlispor. Hraje na postu stopera (středního obránce). V letech 2009–2013 odehrál 36 zápasů za srbskou fotbalovou reprezentaci, dvakrát skóroval.

## Život
Neven Subotić se narodil srbským rodičům v bosenském městě Banja Luka ještě před rozpadem Jugoslávie. Jeho otec Željko Subotić hrál také dříve fotbal. Neven nedosáhl ani dvou let věku, když se s rodiči roku 1990 přesunuli do německého maloměsta Schömberg. Dětství tak strávil v Německu, odkud se roku 1999 přestěhoval do Spojených států, za jejichž mládežnické reprezentace nastupoval.

## Klubová kariéra

### 1. FSV Mainz 05
Profesionální fotbalovou kariéru začínal v Mainzu, kde strávil dvě sezóny a debutoval tu 9. července 2008 pod trenérem Jürgenem Kloppem, který jej nyní trénuje v Borussii. Po první sezóně působení v klubu ale Mainz sestoupil. V sezóně 2007/08 Neven zaujal svými výkony v druhé Bundeslize a magazín Kicker jej označil za nejlepšího středního obránce soutěže.

### Borussia Dortmund
V letní přestávce 2008 se Jürgen Klopp stal trenérem Borussie Dortmund a přivedl si s sebou z Mainzu Subotiće. 1. července hráč přestoupil do Dortmundu za částku 4,5 milionu eur a podepsal pětiletý kontrakt. Debutoval v předsezónním neoficiálním utkání německého Superpoháru (DFL-Supercup) proti Bayernu Mnichov, které Dortmund vyhrál 2:1.
V sezóně 2010/11 získal s Borussií bundesligový titul, jenž následně se spoluhráči obhájil v sezóně 2011/12. V tomto ročníku navíc vyhrál i DFB Pokal, ve finále Dortmund porazil Bayern Mnichov 5:2.
V prvním zápase Borussie v semifinále Ligy mistrů 2012/13 24. dubna 2013 proti Realu Madrid odehrál stejně jako jeho spoluhráči vydařený zápas, Borussia zvítězila 4:1 a vytvořila si dobrou pozici do odvety. Tu sice prohrála 0:2, ale díky tomuto výsledku postoupila do finále Ligy mistrů proti Bayernu Mnichov. V něm 25. května 2013 ve Wembley Borussia podlehla Bayernu 1:2, Neven hrál v základní sestavě.
V listopadu 2013 v bundesligovém utkání Dortmundu s Wolfsburgem (porážka 1:2) se v prvním poločase zranil, šlo o zpřetrhání kolenních křížových vazů, což jej vyřadilo na dlouhou dobu ze hry. Pauza se odhadovala minimálně na 6 měsíců.

### 1. FC Köln (hostování)
Na jaře 2017 hostoval z Borussie Dortmund v jiném německém bundesligovém klubu 1. FC Köln.

### AS Saint-Étienne
V lednu 2018 opustil německou Bundesligu a posílil klub AS Saint-Étienne působící ve francouzské Ligue 1. Podepsal kontrakt do roku 2020.

## Reprezentační kariéra
Kvůli časté změně pobytu a rozpadu domovské Jugoslávie měl Subotić možnost výběru, za jakou reprezentaci bude hrát. Mohl reprezentovat Srbsko, Spojené státy, Bosnu a Hercegovinu, Chorvatsko nebo Německo. Na své narozeniny 10. prosince 2008 se rozhodl reprezentovat Srbsko, poté co odmítl nabídku Bosny a Hercegoviny.
Svůj první zápas za seniorskou reprezentaci Srbska odehrál 28. března 2009 pod trenérem Radomirem Antićem v kvalifikačním zápase na mistrovství světa v Jihoafrické republice proti domácímu Rumunsku, který skončil vítězstvím Srbska 3:2. Neven se dostal na hřiště v 66. minutě. V době debutu mu bylo 20 let.

### Mistrovství světa 2010
Zúčastnil se MS 2010 v Jihoafrické republice, kam se Srbsko kvalifikovalo. Kouč Radomir Antić jej v úvodním utkání s Ghanou 13. června nenasadil v základní sestavě (kvůli slabším výkonům v přípravných zápasech před šampionátem), nicméně po vyloučení Aleksandara Lukoviće ve druhém poločase byl nucen jej na posledních 14 minut poslat na hřiště. Srbsko prohrálo 0:1. Luković kvůli červené kartě nemohl nastoupit do dalšího zápasu 18. června proti Německu, příležitost tedy dostal na postu stopera Subotić a vnesl do defenzivní řady sebevědomí. Pomohla mu i znalost německých útočníků z Bundesligy. Srbská obrana Němcům nepovolila ani gól a balkánská země zaznamenala hodnotné vítězství 1:0. Neven se prezentoval výbornou poziční hrou. Ve třetím zápase 23. června proti Austrálii přišla porážka 1:2, Subotić nehrál, neboť se do hry po jednozápasovém distancu vrátil Luković. Srbsko se ziskem 3 bodů obsadilo poslední čtvrté místo ve skupině.

### Reprezentační góly
Góly Nevena Subotiće za A-tým Srbska
| Gól | Datum       | Stadion                               | Soupeř          | Skóre | Výsledek | Soutěž                 |
| --- | ----------- | ------------------------------------- | --------------- | ----- | -------- | ---------------------- |
| 010 | 10. 6. 2009 | Tórsvøllur, Tórshavn, Faerské ostrovy | Faerské ostrovy | 0:2   | 0:2      | Kvalifikace na MS 2010 |
| 02  | 5. 6. 2012  | Råsunda, Solna, Švédsko               | Švédsko         | 1:1   | 2:1      | Přátelský zápas        |